# Wohlfahrtshaus (Zgorzelec)
Das Wohlfahrtshaus (auch Diakonissenhaus) war ein Bauwerk in der Stadt Zgorzelec in der polnischen Oberlausitz. Die heutige Stadt Zgorzelec war bis 1945 die Görlitzer Oststadt und wurde nach dem Potsdamer Abkommen Polen zugeschlagen. In den 1920er Jahren stieg auch in Görlitz die soziale Not. Vor allem in der Altstadt, den evangelischen Gemeindebezirken der Dreifaltigkeits- und Peterskirche lebte eine große Zahl Armer und Kranker sowie viele Jugendliche, deren Mütter arbeiten gehen mussten, um den Lebensunterhalt der Familie zu sichern. Der Bau eines Wohlfahrtshauses rückte Ende der 1920er Jahre näher. Am 18. November 1927 konnte die Diakonie das Grundstück An der Wasserpforte 5 (heute: ulica Nadbrzeżna 5) nahe den Bleichen erwerben und trotz schlechter finanzieller Voraussetzungen mit dem Bau beginnen. Die Bauarbeiten übernahm die Baufirma von Franz Grunert.
Das Haus wurde am 1. April 1929 fertiggestellt und seiner Nutzung übergeben. Es gehörte zum Diakonissenhaus Bethanien. In dem Gebäude waren eine Haushaltsschule, ein Säuglingsheim mit 30 Plätzen, eine Krabbelstube mit ebenfalls 30 Plätzen, ein Kindergarten mit 60 Plätzen und ein Kinderhort mit 40 Plätzen untergebracht. Das langgestreckte Gebäude besaß auf der Nord- und Südseite markant geschwungene Giebel und in Richtung Neiße waren im ersten und im zweiten Stock jeweils fünf Balkone in die Fassade eingelassen. Am südlichen Giebel befand sich über dem Erdgeschoss und dem ersten Stockwerk eine Terrasse. Bereits 1941 musste es unter den Nationalsozialisten an die Nationalsozialistische Volkswohlfahrt (NSV) verkauft werden. Bei der Sprengung der Fußgängerbrücke am Nikolaigraben, auch Gasrohrüberführung genannt, durch die Wehrmacht wurden am Abend des 7. Mai 1945 zahlreiche Fenster und der Giebel des Hauses zerstört.
Nach dem Ende des Zweiten Weltkriegs wurde das Haus vom polnischen Staat als Krankenhaus genutzt. Bereits im Juni 1945 gründete sich für Sanierung des Gebäudes eine Arbeitsgruppe. Anfangs arbeiteten auch noch zahlreiche Deutsche in dem Krankenhaus. Die folgenden Monate wurden sie jedoch durch polnische Mitarbeiter ersetzt. Am 17. November 1945 wurde das zum Krankenhaus umgebaute Wohlfahrtshaus eingeweiht.
Nach dem Neubau des Kreiskrankenhauses an der ulica Lubańska verlor das ehemalige Wohlfahrtshaus zunehmend an Bedeutung und wurde schließlich aufgegeben und stand leer. Im Jahr 1992 brannte das Gebäude aus. Die ausgebrannte Ruine des einstigen Wohlfahrtshauses war dem Verfall preisgegeben und die Natur ergriff Besitz von ihr. Nach Anordnung durch die Zgorzelecer Bauaufsicht wurde die Ruine vermutlich Ende des Jahres 2009 abgerissen. Der Abriss kostete 43.000 Złoty.